# Омсукчанський район
Омсукчанський район (рос. Омсукчанский район) — муніципальне утворення Магаданської області, в межах якого замість скасованого муніципального району утворено муніципальне утворення Омсукчанський міський округ.
Адміністративний центр - селище міського типу Омсукчан. 

## Географія
Район розташовується на північному сході Магаданської області. Межує на заході з Середньоканським та Хасинським, на півдні з Ольським, на сході з Північно-Евенським районами. На південному сході має вихід на узбережжі Гіжигінської губи Охотського моря. Площа району становить 60,4 тис. км².

## Історія
Історія Омсукчанського району починається задовго до його юридичного оформлення. На картах колимських першопрохідців річка Віліга з'явилася ще на початку XVII століття. Яскравий опис її долини - території нинішнього Омсукчанського району - 100 років тому помістили в знаменитому ілюстрованому виданні «Живописная Россия».
Евени, які тут кочували, називали ці місця «Омчикчан», що означає «невелике багно», і вважали за краще селитися в інших районах. Все змінилося, коли сюди прийшли геологи, які знайшли тут багаті родовища олова.
З цього моменту почалося швидке освоєння району. Були відкриті рудники «Індустріальний», «Галімий», створений Омсукчанський гірничопромисловий комбінат, прокладена просіка від Охотського моря до Омсукчана. Одночасно розвивалося оленярство.
Довгий час територія нинішнього Омсукчанського району входила до складу Північно-Евенського району, який потім було вирішено розукрупнити (це сталося в 1954 році).
У 1967-1968 роках було відкрито золото-срібне родовище «Дукат», що дало могутній поштовх розвитку району.

## Економіка
Досі це одна з найперспективніших в гірничорудному щодо територій області. Найбільше Омсукчанський район славиться сріблом. За змістом цього металу Омсукчанські руди не поступаються рудам знаменитих рудників Південно-Африканської Республіки. Також район багатий золотом, оловом та кам'яним вугіллям.